# Gråsæl
Gråsælen (Halichoerus grypus) er et pattedyr i familien ægte sæler. Den er udbredt i tre adskilte bestande i Nordatlanten, én ved den nordamerikanske østkyst, én omkring De britiske Øer, Island og den norske kyst og én i Østersøen og Den botniske Bugt. Gråsælen er let kendelig på sit karakteristisk langstrakte hoved.
Gråsælen blev første gang videnskabeligt beskrevet af præsten og grønlandsforskeren Otto Fabricius i 1788.

## Levevis
De gamle hanner og de drægtige hunner samler sig på ynglepladserne nogle uger, inden fødslerne finder sted. Gråsæler føder deres unger på forskellige tider af året alt efter, hvilken bestand, der er tale om. For Østersø-bestanden sker dette i februar-marts, mens det er september-oktober for Vadehavs/Nordsø-bestanden.
De ældre og kraftige hanner samler sig et harem på 4-5 hunner. Parringerne, der foregår i vandet, sker cirka 2 uger efter fødslerne. Ungen fødes ligesom hos andre sæler på land eller is, hvor den opholder sig i den fire uger lange dieperiode. Ungerne fødes med en hvid ulden fosterpels, der fældes efter nogle uger. Denne pels er ikke vandskyende, så det kan være fatalt for ungen at blive skræmt i vandet inden fældningen. Når moderen forlader ungen efter dieperioden, skal ungen klare sig selv. Ungen ernærer sig især af krebsdyr og bløddyr i den første tid.
De voksne lever af bundlevende fisk, f.eks. torsk og tobis. De foretager korte dyk på forholdsvis lavt vand, det vil sige oftest på mindre end 120 meters dybde og i under 8 minutters varighed.
Hunnerne bliver kønsmodne cirka tre år gamle, mens hannerne først er kønsmodne 6-7 år gamle.

## Udseende
Hannerne bliver op til 2.3 m lange og kan veje op mod 300 kg. Hunnerne er noget mindre. Den er dermed Danmarks største rovdyr. Pelsen har som regel en grå bundfarve med et stort antal mørke pletter. De voksne sæler, især hannerne, har et meget stort og karakteristisk hoved, der sammen med den store størrelse gør det nemt at artsbestemme dem, hvorimod de unge gråsæler er vanskelige at kende fra spættet sæl.

## Forekomst i Danmark
Indtil begyndelsen af 1900-tallet var gråsælen vidt udbredt i Danmark, men en betydelig jagt udryddede bestanden.[kilde mangler]
Den danske rødliste i 1997 kategoriserede gråsælen som akut truet art.
Gråsælen findes i dag især på Anholt og Rødsand ved Gedser. I de senere år er gråsælen desuden begyndt at optræde hyppigt på banker i Vadehavet. Gråsælen er dog stadig langt sjældnere end den spættede sæl, der er den hyppigste sæl i Danmark.[kilde mangler]

### Rødsand
I Danmark blev der i 2003 fundet en levende unge på Rødsand, hvilket er første gang arten vides at have ynglet i Danmark i mere end 100 år. I de efterfølgende år er 1-2 unger blevet set på Rødsand og det betragtes som sandsynligt, at arten er ved at genindvandre som stabil yngleart.

### Tat
Der er observeret gråsæler på Tat ved Christiansø. I 2009 blev anslået 40 observeret, mindst 80 i 2010 (hvor den ynglede på Tat), og mindst 180 i 2011.